# 宋碩芸
宋碩芸（1997年6月15日—），桃園人，台灣女子羽球運動員，台電羽球隊隊員。曾於中華民國全國羽球排名賽獲兩次女單冠軍、一次女雙冠軍，2017年、2021年中華民國全國運動會羽球比賽女單銀牌得主。現就讀國立屏東科技大學。

## 簡歷

### 青少年時期
宋碩芸就讀桃園瑞埔國小三年級時隨就讀體育班哥哥接觸羽球，五年級時獲得全國冠軍；國、高中皆就讀臺北市大同高中，並在國中二年級時成為甲組球員，後就讀臺北市立大學球類系。
宋碩芸因為技術、心態超齡，從國中起即備受臺灣球壇期待。2011年8月，宋碩芸代表台北市參加在蘇格蘭舉行的國際少年運動會，獲得女子單打金牌、女子雙打和團體賽銀牌。10月，年僅14歲的宋碩芸入選世青代表隊，在U19世青賽獲得混合團體季軍。2014年，宋碩芸在亞洲青年錦標賽獲得混合團體季軍，該面獎牌同時為臺灣第一面混團獎牌。2015年9月，宋碩芸在奧克蘭國際賽女子單打決賽以0比2（12-21、14-21）敗給同樣來自大同高中的李佳馨。11月，再度參加世界青年錦標賽，助隊伍奪得混合團體季軍。

### 2016-2019年
宋碩芸開始參加成人國際賽後以單打為主，並兼項參加女雙、混雙項目。2016年，宋在威爾斯國際賽、愛爾蘭公開賽連續兩站賽事闖入女子單打決賽，但皆無緣奪冠；在混雙項目，曾分別搭檔李芳至、呂佳彬晉級雪梨羽國際賽、威爾斯國際賽四強。
2017年7月，宋碩芸在全國羽球排名賽女子單打決賽以2比0（21-19、21-12）擊敗同為土銀的隊友李佳馨，生涯首度贏得全國冠軍。10月，在全國運動會羽球比賽奪得女子單打銀牌。
約2018下半年至2019年間，宋碩芸從土銀轉隊至台電。2019年，宋碩芸在超級100級別的奧爾良大師賽首度晉級世界巡迴賽四強。11月，宋碩芸在挪威國際賽第四度叩關國際賽決賽，終以直落二（以21-16、21-18）擊敗越南選手阮垂玲，獲得國際賽首冠，隨後兩周在愛爾蘭、蘇格蘭也晉級四強、決賽。

### 2020-2024年
宋碩芸自2020年起因2019冠狀病毒病疫情影響，接近兩年半沒有參加國際賽，但這兩年間，她在全國排名賽獲得一次女單（2020年第二次）及一次女雙（2021年第一次，搭檔余芊慧）冠軍，並第二度在全運會羽球比賽奪得女單銀牌。2022年，宋碩芸從4月舉辦的亞洲羽毛球錦標賽返回國際賽場；另外，由於首次搭配余芊慧即獲得全國排名賽女雙冠軍，宋碩芸此後亦與其搭檔參加女雙賽事。
2022年優霸盃小組賽階段中國對陣中華台北時，其時世界排名第87的宋碩芸在第三點女單對陣世界排名第九的何冰嬌，在21－18先勝一局下，被對手以15－21、18－21逆轉；由於賽前雙方排名、知名度差距甚大，此役後使宋碩芸更加為人所知。此後開始征戰歐洲羽聯巡迴賽，在奧地利、丹麥、德國波恩、法國南特四站都奪得女單亞軍，而和余芊慧搭檔的女雙，曾在7月返台參加台北公開賽時闖入四強，9月於波蘭國際賽獲亞。
時至9月底，宋碩芸轉戰美洲，參加世界巡迴賽加拿大公開賽，並接連擊敗世界排名第21的美國名將張蓓雯、世錦賽和奧運金牌得主马林，爆冷晉級決賽；最終，宋碩芸在決賽以直落二（16-21、15-21）不敵世界排名第13的李文珊。10月轉往大洋洲，在雪梨國際賽女單、女雙同時闖入決賽並雙雙奪冠，亦為3年來首次奪冠，並在同月份奪得本迪戈國際賽女單冠軍、北港國際賽女雙冠軍。

## 主要比賽成績
只列出曾進入準決賽的國際賽事成績：
| 年份   | 賽事                         | 公開賽級別 | 項目     | 搭檔   | 成績   |
| ------ | ---------------------------- | ---------- | -------- | ------ | ------ |
| 2011年 | 世界青年羽毛球錦標賽         | 其他       | 混合團體 | －     | 季軍   |
| 2014年 | 亞洲青年羽毛球錦標賽         | 其他       | 混合團體 | －     | 季軍   |
| 2014年 | 奧克蘭羽球國際賽             | 國際系列賽 | 女子單打 | －     | 準決賽 |
| 2015年 | 奧克蘭羽球國際賽             | 國際系列賽 | 女子單打 | －     | 亞軍   |
| 2015年 | 世界青年羽毛球錦標賽         | 其他       | 混合團體 | －     | 季軍   |
| 2016年 | 印尼羽毛球國際系列賽         | 國際系列賽 | 女子單打 | －     | 準決賽 |
| 2016年 | 雪梨羽毛球國際賽             | 國際系列賽 | 混合雙打 | 李芳至 | 準決賽 |
| 2016年 | 越南羽毛球國際系列賽         | 國際系列賽 | 女子單打 | －     | 準決賽 |
| 2016年 | 威爾斯羽毛球國際賽           | 國際挑戰賽 | 女子單打 | －     | 亞軍   |
| 2016年 | 威爾斯羽毛球國際賽           | 國際挑戰賽 | 混合雙打 | 呂佳彬 | 準決賽 |
| 2016年 | 愛爾蘭羽毛球公開賽           | 國際挑戰賽 | 女子單打 | －     | 亞軍   |
| 2018年 | 南澳洲羽毛球國際賽           | 國際挑戰賽 | 女子雙打 | 陳肅諭 | 準決賽 |
| 2018年 | 美國羽毛球國際挑戰賽         | 國際挑戰賽 | 女子雙打 | 洪毅婷 | 準決賽 |
| 2019年 | 奧爾良羽毛球大師賽           | 超級100賽  | 女子單打 | －     | 準決賽 |
| 2019年 | 挪威羽毛球國際賽             | 國際系列賽 | 女子單打 | －     | 冠軍   |
| 2019年 | 愛爾蘭羽毛球公開賽           | 國際挑戰賽 | 女子單打 | －     | 準決賽 |
| 2019年 | 蘇格蘭羽毛球公開賽           | 國際挑戰賽 | 女子單打 | －     | 亞軍   |
| 2022年 | 奧地利羽毛球公開賽           | 國際系列賽 | 女子單打 | －     | 亞軍   |
| 2022年 | 丹麥羽毛球大師賽             | 國際挑戰賽 | 女子單打 | －     | 亞軍   |
| 2022年 | 波恩羽毛球國際賽             | 未來系列賽 | 女子單打 | －     | 亞軍   |
| 2022年 | 南特羽毛球國際挑戰賽         | 國際挑戰賽 | 女子單打 | －     | 亞軍   |
| 2022年 | 台北羽毛球公開賽             | 超級300賽  | 女子雙打 | 余芊慧 | 準決賽 |
| 2022年 | 比利時羽毛球國際賽           | 國際挑戰賽 | 女子雙打 | 余芊慧 | 準決賽 |
| 2022年 | 波蘭羽毛球國際賽             | 國際系列賽 | 女子單打 | －     | 準決賽 |
| 2022年 | 波蘭羽毛球國際賽             | 國際系列賽 | 女子雙打 | 余芊慧 | 亞軍   |
| 2022年 | 加拿大羽毛球公開賽           | 超級100賽  | 女子單打 | －     | 亞軍   |
| 2022年 | 雪梨羽毛球國際賽             | 國際系列賽 | 女子單打 | －     | 冠軍   |
| 2022年 | 雪梨羽毛球國際賽             | 國際系列賽 | 女子雙打 | 余芊慧 | 冠軍   |
| 2022年 | 本迪戈羽毛球國際賽           | 國際挑戰賽 | 女子單打 | －     | 冠軍   |
| 2022年 | 本迪戈羽毛球國際賽           | 國際挑戰賽 | 女子雙打 | 余芊慧 | 準決賽 |
| 2022年 | 北港羽毛球國際賽             | 國際挑戰賽 | 女子雙打 | 余芊慧 | 冠軍   |
| 2022年 | 巴林羽毛球國際系列賽         | 國際系列賽 | 女子單打 | －     | 準決賽 |
| 2022年 | 巴林羽毛球國際挑戰賽         | 國際挑戰賽 | 女子單打 | －     | 準決賽 |
| 2023年 | 北馬里亞納羽毛球公開賽       | 國際挑戰賽 | 女子單打 | －     | 準決賽 |
| 2023年 | 夏季世界大學運動會羽毛球比賽 | 其他       | 混合團體 | －     | 金牌   |
| 2023年 | 古瓦哈蒂羽毛球大師賽         | 超級100賽  | 女子雙打 | 余芊慧 | 亞軍   |
| 2024年 | 澳洲羽毛球公開賽             | 超級500賽  | 女子單打 | －     | 準決賽 |
| 2024年 | 高雄羽球大師賽               | 超級100賽  | 女子雙打 | 余芊慧 | 亞軍   |
| 2024年 | 海洛羽球公開賽               | 超級300賽  | 女子雙打 | 余芊慧 | 冠軍   |
| 2025年 | 印尼羽毛球大師賽             | 超級500賽  | 女子單打 | －     | 準決賽 |

| 2007-2017年 | 首要超級賽 | 超級賽 | 黃金大獎賽 | 大獎賽 | 國際挑戰賽 | 國際系列賽 | 未來系列賽 | 其他 |

| 2018-2026年 | 總決賽 | 超級1000賽 | 超級750賽 | 超級500賽 | 超級300賽 | 超級100賽 | 國際挑戰賽 | 國際系列賽 | 未來系列賽 | 其他 |

## 腳註

## 外部連結
- 宋碩芸在世界羽球聯盟的登錄資料
- 宋碩芸的Instagram帳戶